# Roc Colom
El Roc Colom és una muntanya de 901 metres que es troba al municipi de la Jonquera, a la comarca catalana de l'Alt Empordà.